# The Kingston Trio

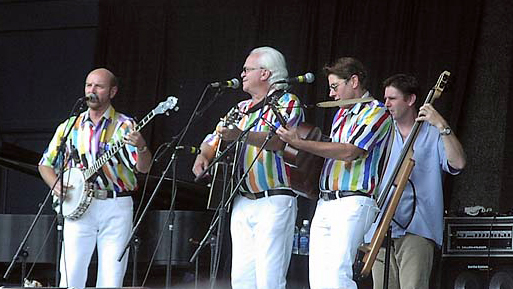
The Kingston Trio (2003): George Grove, Bob Shane, Bobby Haworth, Paul Gabrielson.

The Kingston Trio – amerykański zespół folkowy.
Powstał w 1957 w San Francisco. Największą popularnością cieszył się na przełomie lat 50. i 60. XX w.
Podstawowy skład: Bob Shane, Nick Reynolds i Dave Guard (którego w latach 1961-67 zastąpił John Stewart).
Najpopularniejsze nagrania: "Tom Dooley", "San Miguel", "The Reverend Mr. Black", "Worried Man".
W 1968 przekształcił się w The New Kingston Trio. Później odradzał się kilkakrotnie m.in. w 1969, 1974, 1981.